# Noors voetbalelftal onder 19 (mannen)
Het Noors voetbalelftal voor mannen onder 19 is een voetbalelftal voor spelers onder de 19 jaar dat Noorwegen vertegenwoordigt op internationale toernooien. Het elftal speelt onder andere wedstrijden voor het Europees kampioenschap voetbal mannen onder 19.

## Prestaties op Europees kampioenschap
| Europees kampioenschap voetbal mannen onder 19 | Europees kampioenschap voetbal mannen onder 19 | Europees kampioenschap voetbal mannen onder 19 | Europees kampioenschap voetbal mannen onder 19 | Europees kampioenschap voetbal mannen onder 19 | Europees kampioenschap voetbal mannen onder 19 | Europees kampioenschap voetbal mannen onder 19 | Europees kampioenschap voetbal mannen onder 19 | Europees kampioenschap voetbal mannen onder 19 | Europees kampioenschap voetbal mannen onder 19 |
| Jaar                                           | Ronde                                          | Wed.                                           | W                                              | G                                              | V                                              | DV                                             | DT                                             | KW                                             |                                                |
| ---------------------------------------------- | ---------------------------------------------- | ---------------------------------------------- | ---------------------------------------------- | ---------------------------------------------- | ---------------------------------------------- | ---------------------------------------------- | ---------------------------------------------- | ---------------------------------------------- | ---------------------------------------------- |
| Toernooi was daarvoor EK onder 18.             |                                                |                                                |                                                |                                                |                                                |                                                |                                                |                                                |                                                |
| 2002                                           | Groepsfase                                     | 3                                              | 0                                              | 0                                              | 3                                              | 1                                              | 9                                              | kwalificatie                                   |                                                |
| 2003                                           | Groepsfase                                     | 3                                              | 1                                              | 1                                              | 1                                              | 4                                              | 4                                              | kwalificatie                                   |                                                |
| 2004                                           | Niet gekwalificeerd                            | Niet gekwalificeerd                            | Niet gekwalificeerd                            | Niet gekwalificeerd                            | Niet gekwalificeerd                            | Niet gekwalificeerd                            | Niet gekwalificeerd                            | kwalificatie                                   |                                                |
| 2005                                           | Groepsfase                                     | 3                                              | 1                                              | 0                                              | 2                                              | 5                                              | 6                                              | kwalificatie                                   |                                                |
| 2006                                           |                                                |                                                |                                                |                                                |                                                |                                                |                                                | kwalificatie                                   |                                                |
| 2007                                           | kwalificatie                                   |                                                |                                                |                                                |                                                |                                                |                                                |                                                |                                                |
| 2008                                           | kwalificatie                                   |                                                |                                                |                                                |                                                |                                                |                                                |                                                |                                                |
| 2009                                           | kwalificatie                                   |                                                |                                                |                                                |                                                |                                                |                                                |                                                |                                                |
| 2010                                           | kwalificatie                                   |                                                |                                                |                                                |                                                |                                                |                                                |                                                |                                                |
| 2011                                           | kwalificatie                                   |                                                |                                                |                                                |                                                |                                                |                                                |                                                |                                                |
| 2012                                           | kwalificatie                                   |                                                |                                                |                                                |                                                |                                                |                                                |                                                |                                                |
| 2013                                           | kwalificatie                                   |                                                |                                                |                                                |                                                |                                                |                                                |                                                |                                                |
| 2014                                           | kwalificatie                                   |                                                |                                                |                                                |                                                |                                                |                                                |                                                |                                                |
| 2015                                           | kwalificatie                                   |                                                |                                                |                                                |                                                |                                                |                                                |                                                |                                                |
| 2016                                           | kwalificatie                                   |                                                |                                                |                                                |                                                |                                                |                                                |                                                |                                                |
| 2017                                           | kwalificatie                                   |                                                |                                                |                                                |                                                |                                                |                                                |                                                |                                                |
| 2018                                           | Groepsfase                                     | 4                                              | 2                                              | 0                                              | 2                                              | 8                                              | 6                                              | kwalificatie                                   |                                                |
| 2019                                           | Groepsfase                                     | 3                                              | 0                                              | 2                                              | 1                                              | 1                                              | 2                                              | kwalificatie                                   |                                                |
| 2022                                           | Niet gekwalificeerd                            | Niet gekwalificeerd                            | Niet gekwalificeerd                            | Niet gekwalificeerd                            | Niet gekwalificeerd                            | Niet gekwalificeerd                            | Niet gekwalificeerd                            | kwalificatie                                   |                                                |
| 2023                                           | Halve finale                                   | 4                                              | 1                                              | 2                                              | 1                                              | 6                                              | 10                                             | kwalificatie                                   |                                                |
| 2024                                           | Groepsfase                                     | 3                                              | 1                                              | 1                                              | 1                                              | 3                                              | 2                                              | kwalificatie                                   |                                                |